# Glen Etive

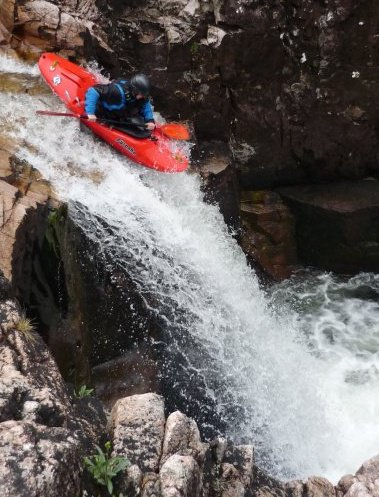
Un kayakiste descendant l'une des plus grandes cascades de la rivière Etive, communément appelée « angle droit ».

Glen Etive (en gaélique écossais : Gleann Èite) est un glen, une vallée des Highlands en Écosse. La rivière Etive (en gaélique écossais : Abhainn Èite) prend sa source sur les sommets entourant Rannoch Moor, avec plusieurs ruisseaux affluents se réunissant au Kings House Hotel, au début de Glen Coe. Du Kings House Hotel, l'Etive coule pendant environ 18 km, atteignant le loch marin, le Loch Etive. La rivière et ses affluents sont populaires auprès des kayakistes en eau vive et, en période de niveaux élevés de l'eau, c'est une descente classique de la région.
À l'extrémité nord de Glen Etive se trouvent les deux montagnes connues sous le nom des « bergers d'Etive » : Buachaille Etive Mòr et Buachaille Etive Beag. Parmi les autres sommets accessibles depuis le glen figurent Ben Starav, situé près de la naissance du Loch Etive, et Beinn Fhionnlaidh sur le côté nord du glen. La beauté pittoresque du vallon a conduit à son inclusion dans la zone pittoresque nationale de Ben Nevis et Glen Coe, une de 40 zones de ce type en Écosse.
Une route étroite depuis le Kings House Hotel descend le glen, desservant plusieurs maisons et fermes. Cette route se termine à la naissance du loch, bien que des pistes accidentées continuent le long des deux rives.
La rivière Etive est l'une des voies de kayak en eau vive les plus populaires et les plus difficiles d'Écosse. Elle fournit une multitude de rapides de classe IV-5 avec une variété de chutes. Elle abrite un troupeau de cerfs rouges écossais qui se sont habitués à la présence des humains.

## Mythologie
Dans le cycle d'Ulster de la mythologie irlandaise, Deirdre et son amant Naoise trouvent Glen Etive après avoir fui l'Ulster.
Le Fachen est également connu sous le nom de nain de Glen Etive.

## Lieu de tournages
Glen Etive a servi de toile de fond à de nombreux films, parmi lesquels Braveheart et Skyfall. L'afflux de visiteurs qui en a résulté a suscité des inquiétudes quant à la détérioration du glen en raison des déchets. 